# Андреевский сельсовет (Нижегородская область)
Андре́евский сельсове́т — сельское поселение в Сергачском районе Нижегородской области. Административный центр — село Андреевка.

## История
Статус и границы сельского поселения установлены Законом Нижегородской области от 15 июня 2004 года № 60-З «О наделении муниципальных образований - городов, рабочих посёлков и сельсоветов Нижегородской области статусом городского, сельского поселения».
Законом Нижегородской области от 28 августа 2009 года № 132-З сельские поселения Андреевский сельсовет, Воскресенский сельсовет и Сосновский сельсовет объединены в сельское поселение Андреевский сельсовет.

## Население
| 2002  | 2010  | 2012  | 2013  | 2014  | 2015  | 2016  |
| ----- | ----- | ----- | ----- | ----- | ----- | ----- |
| 2495  | ↘1755 | ↘1677 | ↘1609 | ↘1539 | ↘1488 | ↘1459 |
| 2017  | 2018  | 2019  | 2020  | 2021  |       |       |
| ↘1383 | ↘1342 | ↘1296 | ↘1221 | ↘918  |       |       |

## Состав сельского поселения
| №  | Населённый пункт | Тип населённого пункта       | Население |
| -- | ---------------- | ---------------------------- | --------- |
| 1  | Александровка    | деревня                      | →0        |
| 2  | Андреевка        | село, административный центр | ↘334      |
| 3  | Борисовка        | село                         | ↘119      |
| 4  | Братцевка        | деревня                      | ↘19       |
| 5  | Вершинино        | село                         | ↘99       |
| 6  | Воскресенское    | село                         | ↘329      |
| 7  | Всесвятское      | деревня                      | →0        |
| 8  | Вьюн             | деревня                      | →0        |
| 9  | Качалово         | село                         | ↘74       |
| 10 | Лещеевка         | село                         | ↘33       |
| 11 | Мигино           | село                         | ↘184      |
| 12 | Николаевка       | деревня                      | ↘10       |
| 13 | Покров-Полянка   | деревня                      | →0        |
| 14 | Свириповка       | деревня                      | ↘0        |
| 15 | Севастьяновка    | деревня                      | ↘2        |
| 16 | Сосновка         | село                         | ↘429      |
| 17 | Ужовка           | деревня                      | →0        |
| 18 | Усовка           | деревня                      | ↘52       |
| 19 | Шеменеевка       | село                         | ↘71       |